# Métropole de Vilnius et de toute la Lituanie

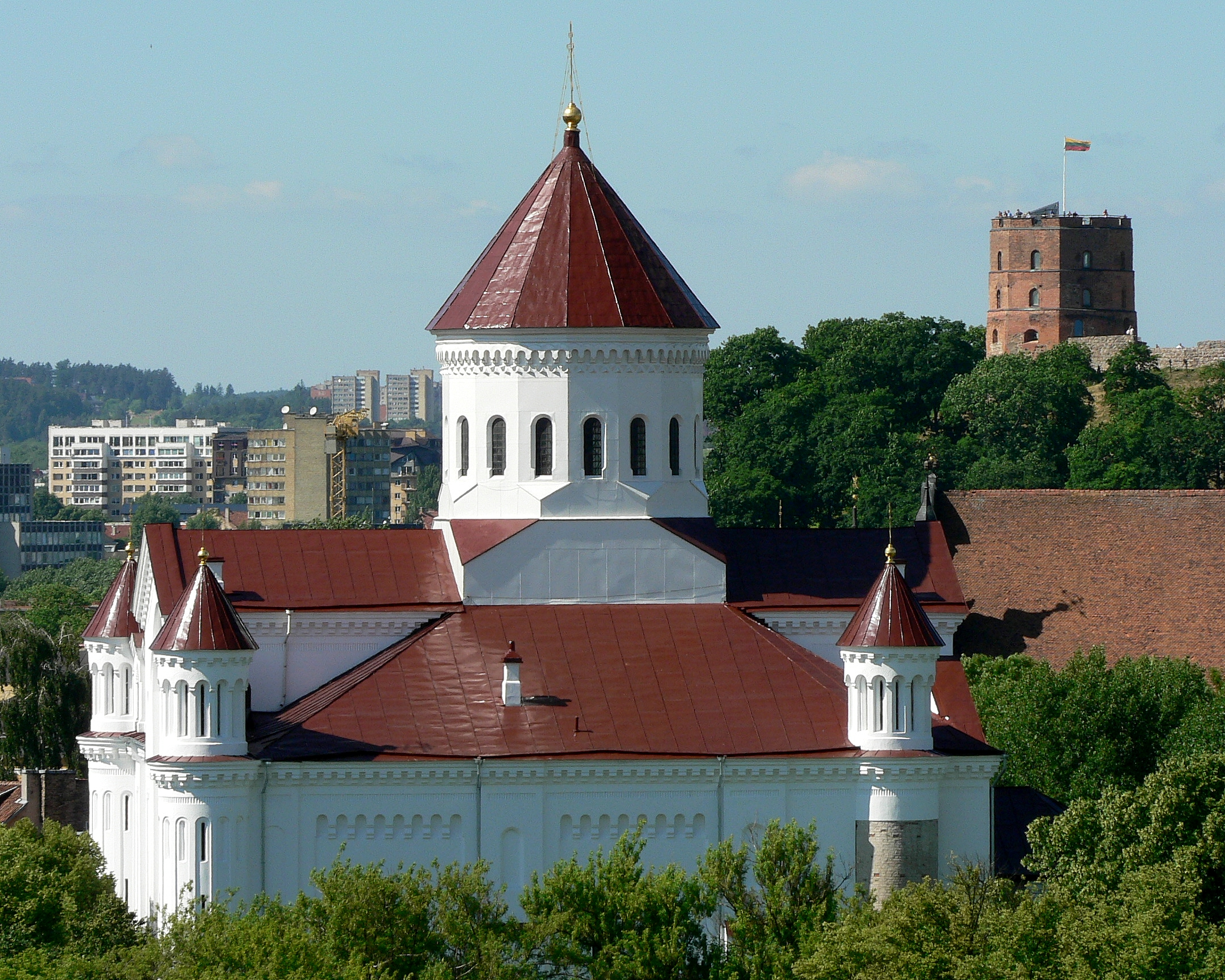
Cathédrale orthodoxe de Vilnius

La métropole de Vilnius et de toute la Lituanie (russe : Виленская и Литовская епархия, lituanien : Vilniaus ir Lietuvos vyskupija) est une juridiction de l'Église orthodoxe en Lituanie rattachée canoniquement au patriarcat de Moscou et de toutes les Russies. Le chef de l'Église porte le titre de métropolite de Vilnius et de toute la Lituanie, avec résidence à Vilnius (titulaire actuel : Innocent (Vassiliev), ancien évêque de Chersonèse, chargé de l'administration des communautés du patriarcat de Moscou en France, Suisse, Espagne et Portugal).

## Histoire

### Histoire de l'Église orthodoxe en Lituanie
- 1316 : création de la métropole de Lituanie dans la juridiction du patriarcat œcuménique de Constantinople.

### Église orthodoxe autonome de Lituanie
- 1918 : indépendance de la Lituanie.
- 1919 : autonomie de l'Église orthodoxe de Lituanie dans la juridiction du patriarcat œcuménique de Constantinople.

### Métropole de Lituanie du patriarcat de Moscou
- 1940 : occupation des États baltes par l'Union soviétique.
- 1941 : intégration de l'Église orthodoxe de Lituanie dans le patriarcat de Moscou qui établit un exarchat pour les orthodoxes des États baltes dont le siège est à Vilnius.
- 1941 : suppression par Moscou du statut d'autonomie accordé par Constantinople
- 1991 : indépendance de la Lituanie.

## Organisation
Les limites de la métropole sont celles de l'État lituanien. Elle est divisée en trois districts : Vilnius, Kaunas et Klaipėda-Visaginas.
La métropole compte environ 50 paroisses (2005), et deux monastères.

## évêques
- Joseph (Semachko) (6 mars 1839 - 23 novembre 1868)
- Macaire (Boulgakov) (10 décembre 1868 - 8 avril 1879)
- Alexandre (Dobrynine) (22 mai 1879 - 28 avril 1885)
- Alexis (Lavrov-Platonov) (11 mai 1885 - 9 ноября 1890)
- Donat (Babinsky-Sokolov) (13 décembre 1890 - 30 avril 1894)
- Jérôme (Ekzempliarski) (30 avril 1894 - 27 février 1898)
- Juvénal (Polovtsev) (7 mars 1898 - 12 avril 1904)
- Nicandre (Moltchanov) (23 avril 1904 - 5 juin 1910)
- Agathange (Preobrajenski) (13 août 1910 - 22 décembre 1913)
- Tikhon (Bellavine) (22 décembre 1913 - 23 juin 1917)
- Éleuthère (Bogoïavlenski) (13 août 1917 - 31 décembre 1940; jusqu'au 28 juin 1921 temporairement directeur général)
- Serge (Voskresenski) (mars 1941 - 28 avril 1944)
- Daniel (Iouzviouk) (29 avril - juin 1944) temporairement le directeur général, l'évêque de Kovno
- Corneille (Popov) (13 avril 1945 au 18 novembre 1948)
- Photius (Topiro) (18 novembre 1948 - 27 décembre 1951)
- Philarète (Lebedev) (temporairement le directeur général de 1952-1955)
- Alexis (Dekhteriov) (22 novembre 1955 - 19 avril 1959)
- Roman (Tang) (21 mai 1959 - 18 juillet 1963)
- Antoine (Varjanski) (25 août 1963 - 28 mai 1971)
- Hermogène (Orekhov) (18 juin 1971 - 25 août 1972)
- Anatole (Kouznetsov) (3 septembre 1972 - 3 septembre 1974)
- Herman (Timofeïev) (3 septembre 1974 - 10 avril 1978)
- Victorin (Beliaïev) (19 avril 1978 - 10 avril 1989)
- Antoine (Tcheremisov) (22 avril 1989 - 25 janvier 1990)
- Chrysostome (Martichkine) (26 janvier 1990 - 24 décembre 2010)
- Innocent (Vassiliev) (depuis 24 décembre 2010)